# Manifeste des intellectuels français pour la résistance à l'abandon
 (mars 2023).
La mise en forme du texte ne suit pas les recommandations de Wikipédia : il faut le « wikifier ».
Les points d'amélioration suivants sont les cas les plus fréquents. Le détail des points à revoir est peut-être précisé sur la page de discussion.
- Les titres sont pré-formatés par le logiciel. Ils ne sont ni en capitales, ni en gras.
- Le texte ne doit pas être écrit en capitales (les noms de famille non plus), ni en gras, ni en italique, ni en « petit »…
- Le gras n'est utilisé que pour surligner le titre de l'article dans l'introduction, une seule fois.
- L'italique est rarement utilisé : mots en langue étrangère, titres d'œuvres, noms de bateaux, etc.
- Les citations ne sont pas en italique mais en corps de texte normal. Elles sont entourées par des guillemets français : « et ».
- Les listes à puces sont à éviter, des paragraphes rédigés étant largement préférés. Les tableaux sont à réserver à la présentation de données structurées (résultats, etc.).
- Les appels de note de bas de page (petits chiffres en exposant, introduits par l'outil «  Source ») sont à placer entre la fin de phrase et le point final[comme ça].
- Les liens internes (vers d'autres articles de Wikipédia) sont à choisir avec parcimonie. Créez des liens vers des articles approfondissant le sujet. Les termes génériques sans rapport avec le sujet sont à éviter, ainsi que les répétitions de liens vers un même terme.
- Les liens externes sont à placer uniquement dans une section « Liens externes », à la fin de l'article. Ces liens sont à choisir avec parcimonie suivant les règles définies. Si un lien sert de source à l'article, son insertion dans le texte est à faire par les notes de bas de page.
- La présentation des références doit suivre les conventions bibliographiques. Il est recommandé d'utiliser les modèles {{Ouvrage}}, {{Chapitre}}, {{Article}}, {{Lien web}} et/ou {{Bibliographie}}. Le mode d'édition visuel peut mettre en forme automatiquement les références.
- Insérer une infobox (cadre d'informations à droite) n'est pas obligatoire pour parachever la mise en page.

Pour une aide détaillée, merci de consulter Aide:Wikification.
Si vous pensez que ces points ont été résolus, vous pouvez retirer ce bandeau et améliorer la mise en forme d'un autre article.

Le Manifeste des intellectuels français pour la résistance à l'abandon, paru le 7 octobre 1960 dans les quotidiens Le Figaro et Le Monde ainsi que le 12 octobre dans l'hebdomadaire Carrefour, sous le titre « En marge du manifeste des 121, 185 intellectuels français condamnent les apologistes de l'insoumission et de la désertion », s'oppose au Manifeste des 121, dans le contexte de la guerre d'Algérie. Ce contre-manifeste bénéficia de soutiens plus nombreux.

## Un manifeste favorable à l'Algérie française
Le Manifeste des intellectuels français pour la résistance à l'abandon soutient l'action de la France et de l'armée en Algérie : « L'action de la France consiste, en fait comme en principe, à sauvegarder en Algérie les libertés (…) contre l'installation par la terreur d'un régime de dictature ». Il dénonce le Manifeste des 121 : « C’est une imposture de dire ou d’écrire que la France combat le peuple algérien dressé pour son indépendance. La guerre en Algérie est une lutte imposée à la France par une minorité de rebelles fanatiques, terroristes et racistes, conduits par des chefs armés et soutenus financièrement par l’étranger. C'est une des formes les plus lâches de la trahison que d'empoisonner, jour après jour, la conscience de la France, d'intoxiquer son opinion publique et de faire croire à l'étranger que le pays souhaite l'abandon de l'Algérie et la mutilation du territoire ». Ce manifeste dénie « aux apologistes de la désertion le droit de se poser en représentants de l'intelligence française ».

## Les initiateurs: le Mouvement national universitaire d'action civique
Le manifeste a été initié par les universitaires et les professeurs du secondaire du Mouvement national universitaire d'action civique (MNUAC), fondé au lendemain de la grève du 30 novembre 1958 par le géographe Jean Chardonnet, de la faculté des lettres de Dijon, Pierre Grosclaude, Jacques Narbonne, du CNRS, et les professeurs du secondaire Étienne Bougouin, Marcel Deguy, professeur au lycée Buffon, Jean La Hargue et René Sers. S'il se veut apolitique et dénonce la politisation des syndicats universitaires et les « propagandes dissolvantes menées par les activistes de certains partis » au sein de l'école et de l'Université, il est clairement de droite et est vent debout contre les « défaitistes ». Il a dénoncé en mai 1960 les « propagandes de toutes sortes qui s'exercent sur la jeunesse de France pour l'amener soit à la désertion morale du devoir civique et patriotique, soit à la désertion effective de l'obligation militaire, ainsi que les propagandes de même nature qui sévissent dans les universités pour obscurcir les valeurs morales les plus certaines et dénaturer aux yeux du monde le sens et le but du combat que la France est contrainte de poursuivre en Algérie » et taxé en septembre 1960 le manifeste des 121 « d'acte formel de trahison ». 
Parmi les signataires du manifeste, on trouve des membres du bureau national du MNUAC (Pierre Grosclaude, chargé de recherches au CNRS depuis 1956, son secrétaire général et rédacteur de son périodique L'Université française, l'historien Gilbert Charles-Picard, professeur à la Sorbonne, le juriste Henri Mazeaud, professeur à la Faculté de droit de Paris, futur président de l'association, Jean La Hargue, professeur agrégé de philosophie au lycée Carnot à Paris et futur président-fondateur du SPES en 1961, Étienne Bougouin, professeur au lycée Buffon, René Sers, professeur au lycée Janson de Sailly) et des adhérents (le doyen Jean Lépine, de l'Institut, le juriste Léon Mazeaud, l'historien Roland Mousnier, le professeur de médecine Charles Richet, Georges Drieu La Rochelle, professeur au lycée Jean-Baptiste Say, futur dirigeant du Cercle Fustel de Coulanges).

## Plus de trois cents signataires
Aux 185 signataires originels pour l'Algérie française se sont ajoutés quelques jours plus tard 150 autres signataires, comprenant des professeurs, des écrivains et des journalistes, tels Jacques Chastenet et le romancier Jacques Laurent. Ce contre-manifeste bénéficie de soutiens plus nombreux que le Manifeste des 121 puisqu'il réunira en définitive plus de 300 signatures. Il y en a eu plus de 500 selon Christophe Bident. L'historien Jean-François Sirinelli, qui a étudié l'engagement des intellectuels, souligne que le manifeste des 121 est plus célèbre que celui des « intellectuels français » alors qu'il a réuni moins de signataires que d'autres pétitions demandant l'indépendance de l'Algérie, telle celle du périodique de la Fédération de l'Éducation nationale, et que celle le dénonçant. Signée aussi bien par de jeunes universitaires que par des académiciens établis, la pétition hostile au manifeste des 121 a réuni « plusieurs centaines de noms ».
Le manifeste est signé par des académiciens (Henry Bordeaux, Jules Romains, André François-Poncet, Henri Massis, Robert d'Harcourt, Jacques Chastenet) et des personnalités de la droite intellectuelle (Thierry Maulnier, Gabriel Marcel, Pierre Gaxotte, Daniel Halévy). Par des universitaires comme les professeurs de droit à l'Université de Paris Daniel Villey ou Gaston Leduc, les historiens François Bluche, Guy Fourquin, William Seston, Roland Mousnier ou Pierre Chaunu, le philosophe René Poirier, l'helléniste Yvonne Vernière, les latinistes Jacques Heurgon et Pierre Boyancé, Charles Picard, de l'Institut, des professeurs de médecine comme Théophile Alajouanine, Roger Dion, professeur au collège de France, des professeurs de lettres à la Faculté de Bordeaux (Paul Vernière, Auguste Haury, Maurice Braure). Par les intellectuels qui vont fonder deux mois plus tard la revue L'Esprit public, hostile à l'indépendance de l'Algérie : les universitaires Raoul Girardet et François Natter, le sociologue Jules Monnerot, André Brissaud, Philippe Héduy, l'éditeur Roland Laudenbach, Jacques Laurent ou Jean Brune. Par des écrivains comme Antoine Blondin, Roger Nimier, Michel Déon, Jean Dutourd, Roland Dorgelès, Michel de Saint Pierre, Louis Pauwels, Pierre Lyautey, François Léger, Henry de Monfreid, Jacques Chabannes, Jacques Perret, Pierre Nord, Charles Kunstler, de l'Institut, Maurice d'Hartoy, etc. Par des directeurs de périodiques (Pierre Boutang, William François, Pierre de Bénouville, Jean de Fabrègues, Jean Paulhan, rédacteur en chef de la Nouvelle Revue Française) et des journalistes, tels Rémy Roure ou Serge Jeanneret. Par d'autres personnalités comme le maréchal Alphonse Juin, Marie-Madeleine Fourcade, Bernard Lafay. Par des socialistes anticommunistes (Suzanne Labin, Léon Boutbien). Par quatre vice-présidents du Centre d'études politiques et civiques (Louis Salleron, René Gillouin, le colonel Rémy, le professeur de droit Victor Berger-Vachon). Par des avocats, des médecins, des professeurs du secondaire, etc.